# Kigermustang
Kigermustangen är en hästras som upptäcktes i Oregon i USA 1977. Hästarna härstammar från de berömda spanska hästarna som fördes till amerika av de spanska conquistadorerna och där de sedan rymde eller släpptes fria och blev förvildade hästar. Hästarna har alla samma blacka färg, dvs ljust gulbrun med svart man och svans. Den animerade filmen Spirit - Hästen från vildmarken är baserad på en äkta Kigermustang som hette Donner. 

## Historia
1977 fick den amerikanska Bureau of Land Management i Oregon i uppdrag att samla ihop växter, djur och material från stäpperna för att kunna dokumentera dessa. Ett stort antal förvildade hästar samlades ihop och man upptäckte snart att det var ett antal individer i samma flock som alla bar samma kännetecken, den blacka färgen. 
Vid universitetet i Kentucky gjorde man DNA-test på hästarna och fick fram att de härstammade från spanska hästar som kommit till USA med de spanska conquistadorerna under 1600-talet. Man enades genast om att deras genetik var så unik att de skulle separeras från andra förvildade hästar för att själva kunna behålla sina rena blodslinjer. Man satte dem i olika skyddade områden i bergstrakterna i Oregon där de själva fick klara sig med mat och avlas naturligt.
Kigermustangen blev en fastställd hästras som var unik på fler sätt än bara genom sina utseenden. De flesta hästarna gick att spåra tillbaka till en enda hingst, som kallades Mesteño, som betyder "vild" eller "bortsprungen" på spanska.
Idag används även hästarna inom ridning då de är lättlärda, snälla och intelligenta. Kigermustangen blandas lätt ihop med Spansk mustang och vanlig mustang och dessa har även samma blodslinjer, men de har utvecklats olika i olika miljöer. Dock har Kigermustangen räknats som en egen ras sedan upptäckten 1977 och godkändes som officiell svensk ras av Jordbruksverket i mars 2015.

## Egenskaper
Kigermustangen är mest känd för sin färg. Den ljust gulbruna pälsen som kallas black, med svart mule, svarta ben och svart man och svans. Primitiva tecken som ål, dvs en svart rand som löper längs ryggen och även zebratecken på benen är vanligt. 
Kigermustangen används idag mycket till ridning, både inom boskapsskötsel och på tävlingsnivå. Hästarna har en naturlig uthållighet och är ganska atletiska.